# Bobine de charge
Pour les articles homonymes, voir bobine.

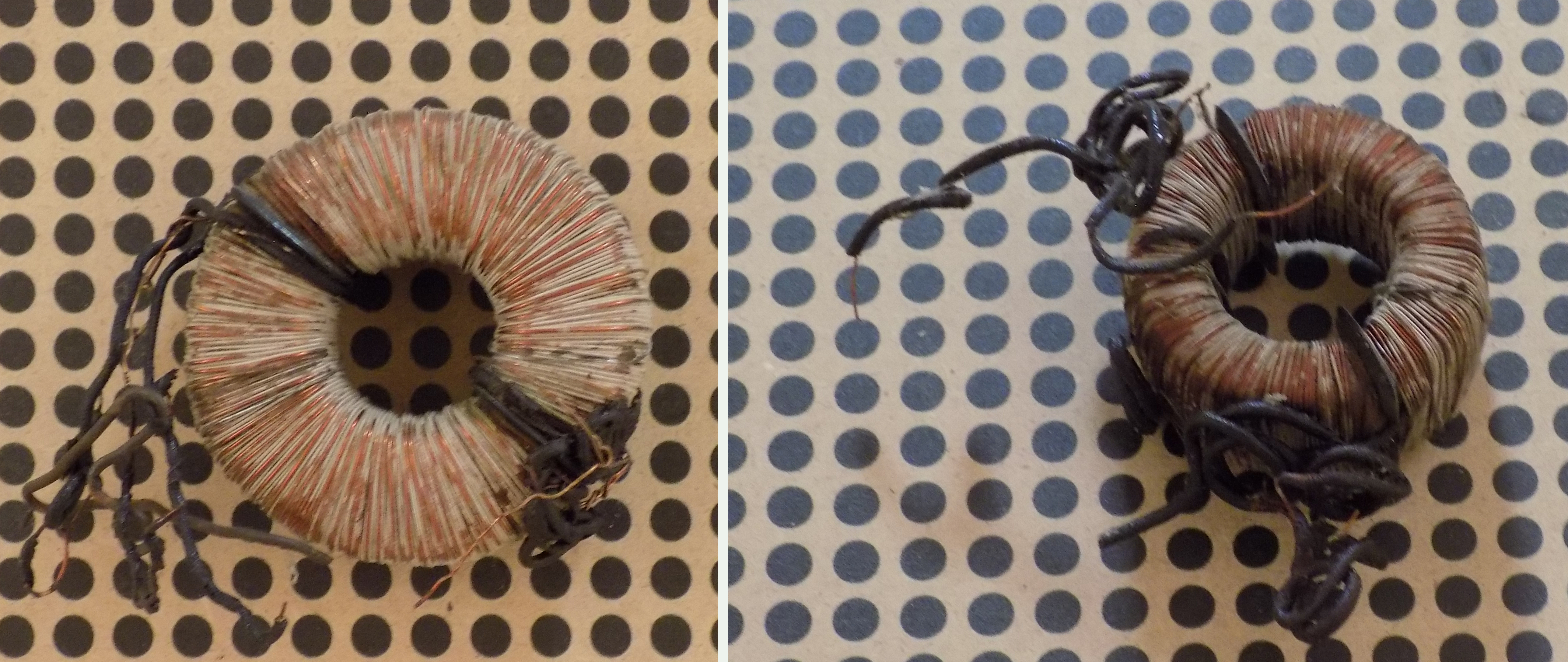
Bobines Pupin au musée des PTT à Belgrade (Serbie).

Une bobine de charge, self d'adaptation ou bobine (d'induction) de Pupin est une bobine qui est insérée dans un circuit électronique pour augmenter son inductance. Le terme est apparu au XIXe siècle pour désigner les bobines utilisées pour éviter la distorsion du signal dans les câbles de transmission télégraphique à longue distance. Le terme est également utilisé pour les bobines dans les antennes radio, ou entre l'antenne et sa ligne d'alimentation, pour rendre résonante une antenne trop courte électriquement à sa fréquence de fonctionnement.
Le concept de bobines de charge a été découvert par Oliver Heaviside en étudiant le problème de la lenteur de la vitesse de signalisation du premier câble télégraphique transatlantique dans les années 1860. Il en a conclu qu'une inductance supplémentaire était nécessaire pour éviter la distorsion de l'amplitude et du délai du signal transmis. La condition mathématique pour une transmission sans distorsion est connue sous le nom de condition de Heaviside (en). Les lignes télégraphiques précédentes étaient terrestres ou plus courtes et induisaient donc moins de retard, et le besoin d'une inductance supplémentaire n'était pas aussi important. Les câbles de communication sous-marins sont particulièrement sujets à ce problème, mais les installations du début du XXe siècle utilisant des lignes symétriques étaient souvent chargées en continu avec du fil ou du ruban de fer plutôt que discrètement avec des bobines de chargement, ce qui permettait d'éviter les problèmes d'étanchéité.
Historiquement, les bobines de charge sont également connues sous le nom de bobines Pupin en référence à Michael Idvorsky Pupin, en particulier lorsqu'elles sont utilisées pour la condition de Heaviside, et le processus d'insertion de ces bobines est parfois appelé pupinisation.

## Applications

Schéma d'une ligne téléphonique chargée équilibrée. Les condensateurs ne sont pas des composants discrets mais représentent la capacité distribuée entre les fils conducteurs de la ligne qui sont très proches les uns des autres, ce qui est indiqué par les lignes pointillées. Les bobines de charge empêchent le signal audio (voix) d'être déformé par la capacité de la ligne. Les enroulements de la bobine de charge sont enroulés de manière que le flux magnétique induit dans le noyau soit dans la même direction pour les deux enroulements.

### Les lignes téléphoniques
Une application courante des bobines de charge consiste à améliorer les caractéristiques de réponse d'amplitude sur le spectre sonore de la voix des paires torsadées symétriques dans un câble téléphonique. La paire torsadée étant un format symétrique, la moitié de la bobine de charge doit être insérée dans chaque branche de la paire pour maintenir l'équilibre. Il est courant que ces deux enroulements soient formés sur le même noyau. Cela augmente les liens de flux, sans lesquels le nombre de tours de la bobine devrait être augmenté. Malgré l'utilisation de noyaux communs, ces bobines de charge ne constituent pas des transformateurs, car elles n'assurent pas de couplage avec d'autres circuits.
Les bobines de charge insérées périodiquement en série avec une paire de fils réduisent l'atténuation aux fréquences vocales les plus élevées jusqu'à la fréquence de coupure du filtre passe-bas formé par l'inductance des bobines (plus l'inductance répartie des fils) et la capacité répartie entre les fils. Au-dessus de la fréquence de coupure, l'atténuation augmente rapidement. Plus la distance entre les bobines est courte, plus la fréquence de coupure est élevée. L'effet de coupure est un artefact de l'utilisation de bobines à éléments groupés. Avec les méthodes de charge utilisant une inductance continue distribuée, il n'y a pas de coupure.
Sans bobine de charge, la réponse de la ligne est dominée par la résistance et la capacité de la ligne, l'atténuation augmentant doucement avec la fréquence. Avec des bobines de charge ayant exactement la bonne inductance, ni la capacité ni l'inductance ne dominent : la réponse est plate, les formes d'onde ne sont pas déformées et l'impédance caractéristique de la ligne est résistive jusqu'à la fréquence de coupure. La formation coïncidente d'un filtre passe-bas laissant passer les fréquences audio (en) est également bénéfique dans la mesure où le bruit est réduit.

#### DSL
Avec des bobines de charge, l'atténuation du signal d'un circuit reste faible pour les signaux dans la bande passante de la ligne de transmission mais augmente rapidement pour les fréquences supérieures à la fréquence de coupure audio. Si la ligne téléphonique est ensuite réutilisée pour prendre en charge des applications nécessitant des fréquences plus élevées, comme dans les systèmes avec fréquence porteuse (en) analogiques ou numériques ou les Digital Subscriber Lines (DSL), les bobines de charge doivent être retirées ou remplacées. L'utilisation de bobines avec des condensateurs parallèles forme un filtre avec la topologie d'un filtre dérivé-m (en) et une bande de fréquences au-dessus de la coupure est également passée. Sans suppression, les abonnés situés à une distance importante, par exemple à plus de 6,4 km du central, ne peuvent pas bénéficier de la technologie DSL.

#### Systèmes à fréquence porteuse
Les câbles téléphoniques américains du début et du milieu du 20e siècle étaient équipés de bobines de charge à intervalles d'un mile (1,61 km), généralement dans des boîtiers de bobines qui en contenaient plusieurs. Les bobines devaient être retirées pour laisser passer des fréquences plus élevées, mais les boîtiers de bobines offraient des emplacements pratiques pour les répéteurs des systèmes numériques T-carrier, qui pouvaient alors transmettre un signal de 1,5 Mbit/s sur cette distance. En raison de l'étroitesse des rues et du coût plus élevé du cuivre, les câbles européens étaient plus fins et plus espacés. Des intervalles d'un kilomètre ont permis aux systèmes européens de transporter 2 Mbit/s.

### Antenne radio

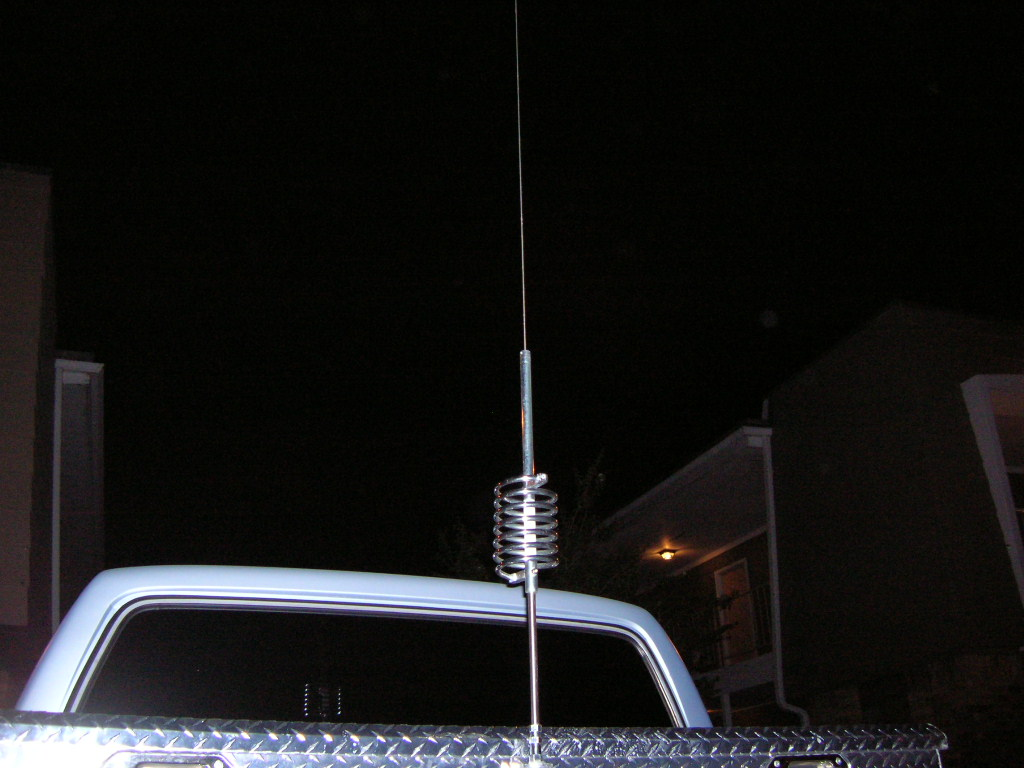
Une antenne monopôle mobile typique avec une bobine de charge placée au centre.

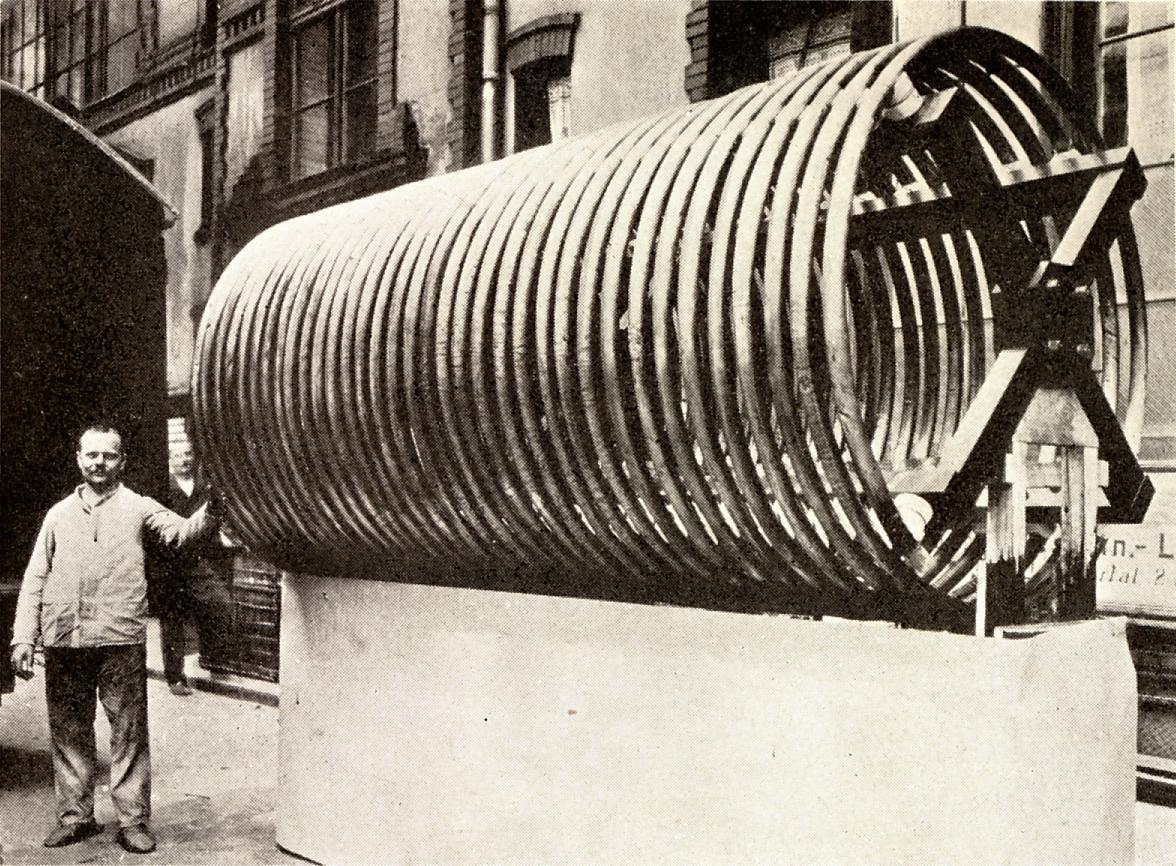
Une énorme bobine de charge d'antenne utilisée dans un radiotélégraphe de puissance à onde longue dans le New Jersey en 1912.

Un autre type de bobine de charge est utilisé dans les antennes radio. Les antennes radio monopôle et dipôle sont conçues pour agir comme des résonateurs pour les ondes radio ; la puissance de l'émetteur, appliquée à l'antenne par l'intermédiaire de la ligne de transmission de l'antenne, excite des ondes stationnaires de tension et de courant dans l'élément de l'antenne. Pour être « naturellement » résonante, l'antenne doit avoir une longueur physique égale à un quart de la longueur d'onde des ondes radio utilisées (ou un multiple de cette longueur, les multiples impairs étant généralement préférés). À la résonance, l'antenne agit électriquement comme une résistance pure, absorbant toute la puissance qui lui est appliquée par l'émetteur.
Dans de nombreux cas, pour des raisons pratiques, il est nécessaire de rendre l'antenne plus courte que la longueur de résonance, on parle alors d'antenne électriquement courte. Une antenne plus courte qu'un quart de longueur d'onde présente une réactance capacitive sur la ligne de transmission. Une partie de la puissance appliquée est réfléchie dans la ligne de transmission et retourne vers l'émetteur. Les deux courants de même fréquence circulant dans des directions opposées provoquent des ondes stationnaires sur la ligne de transmission, caractéristiques d'un rapport d'ondes stationnaires (ROS) supérieur à un. Les courants élevés gaspillent de l'énergie en chauffant le fil, et peuvent même surchauffer l'émetteur.
Pour rendre résonante une antenne courte électriquement, une bobine de charge est insérée en série avec l'antenne. La bobine est construite pour avoir une réactance inductive égale et opposée à la réactance capacitive de l'antenne courte, de sorte que la combinaison des réactances s'annule. Lorsqu'elle est ainsi chargée, l'antenne présente une résistance pure à la ligne de transmission, empêchant l'énergie d'être réfléchie. La bobine de charge est souvent placée à la base de l'antenne, entre celle-ci et la ligne de transmission (charge de base), mais pour un rayonnement plus efficace, elle est parfois insérée près du point médian de l'élément d'antenne (charge centrale).
Les bobines de charge pour les émetteurs puissants peuvent avoir des exigences de conception difficiles, en particulier aux basses fréquences. La résistance de rayonnement des antennes courtes peut être très faible, de l'ordre de quelques ohms dans les bandes LF ou VLF, où les antennes sont généralement courtes et où la charge inductive est la plus nécessaire. Étant donné que la résistance dans l'enroulement de la bobine est comparable ou supérieure à la résistance du rayonnement, les bobines de charge pour les antennes extrêmement courtes électriquement doivent avoir une résistance AC extrêmement faible à la fréquence de fonctionnement. Pour réduire les pertes par effet de peau, la bobine est souvent constituée d'un tube ou d'un fil de Litz, avec des enroulements à une seule couche, dont les spires sont espacées pour réduire la résistance par effet de proximité (en). Ils doivent souvent supporter des tensions élevées. Pour réduire la puissance perdue dans les pertes diélectriques, la bobine est souvent suspendue dans l'air sur de minces bandes de céramique. Les antennes à charge capacitive utilisées aux basses fréquences ont des bandes passantes extrêmement étroites et, par conséquent, si la fréquence est modifiée, la bobine de charge doit être réglable pour accorder l'antenne à la résonance avec la nouvelle fréquence de l'émetteur. Des variomètres (bobines variables) sont souvent utilisés.

### Transmission d'énergie en masse
Pour réduire les pertes dues à la forte capacité sur les lignes de transport d'énergie sur de longues distances, une inductance peut être introduite dans le circuit à l'aide d'un système de transmission flexible en courant alternatif (FACTS), d'un compensateur statique d'énergie réactive ou d'un compensateur série synchrone statique (en). La compensation série peut être considérée comme une inductance connectée au circuit en série si elle fournit une inductance au circuit.

## Équation de Campbell
L'équation de Campbell est une relation due à George Ashley Campbell (en) pour prédire la constante de propagation (en) d'une ligne chargée. Elle s'énonce comme suit :
{\displaystyle \cosh \left(\gamma 'd\right)=\cosh(\gamma d)+{\frac {Z}{2Z_{0}}}\sinh(\gamma d)}
où :
{\displaystyle \gamma \!\,} est la constante de propagation de la ligne non chargée
{\displaystyle \gamma '\!\,} est la constante de propagation de la ligne chargée
{\displaystyle d\!\,} est l'intervalle entre les bobines sur la ligne chargée
{\displaystyle Z\!\,} est l'impédance d'une bobine de charge et
{\displaystyle Z_{0}\!\,} est l'impédance caractéristique de la ligne non chargée.
Une règle empirique plus conviviale pour les ingénieurs est que l'exigence approximative pour l'espacement des bobines de charge est de dix bobines par longueur d'onde de la fréquence maximale transmise. Cette approximation peut être obtenue en traitant la ligne chargée comme un filtre à k constant (en) et en lui appliquant la théorie du filtre image (en). D'après la théorie de base des filtres à image, la fréquence angulaire de coupure et l'impédance caractéristique d'un filtre passe-bas à k constant sont données par :
{\displaystyle \omega _{c}={\frac {1}{\sqrt {L_{\frac {1}{2}}C_{\frac {1}{2}}}}}}  et {\displaystyle Z_{0}={\sqrt {\frac {L_{\frac {1}{2}}}{C_{\frac {1}{2}}}}}}
où {\textstyle L_{\frac {1}{2}}} et {\displaystyle C_{\frac {1}{2}}} sont les valeurs de l'élément de demi-section.
Ces équations de base permettent de déterminer l'inductance de la bobine de charge et l'espacement nécessaire entre les bobines :
{\displaystyle L={\frac {Z_{0}}{\omega _{c}}}}  et {\displaystyle d={\frac {2}{\omega _{c}Z_{0}C}}}
où C est la capacité par unité de longueur de la ligne.
L'expression de cette capacité en termes de nombre de bobines par longueur d'onde de coupure donne :
{\displaystyle {\frac {\lambda _{c}}{d}}=\pi vZ_{0}C}
où v est la vitesse de propagation du câble en question.
Puisque {\textstyle v={1 \over Z_{0}C}} alors
{\displaystyle {\frac {\lambda _{c}}{d}}=\pi }.
Campbell est parvenu à cette expression par analogie avec une ligne mécanique périodiquement chargée de poids décrite par Charles Godfrey en 1898, qui a obtenu un résultat similaire. Les lignes mécaniques chargées de ce type ont été étudiées pour la première fois par Joseph-Louis Lagrange (1736-1813).
Le phénomène de coupure, par lequel les fréquences supérieures à la fréquence de coupure ne sont pas transmises, est un effet secondaire indésirable des bobines de charge (bien qu'il se soit avéré très utile dans la conception de filtres analogiques passifs). La coupure est évitée par l'utilisation d'une charge continue puisqu'elle provient de la nature forfaitaire des bobines de charge.

## Histoire

### Oliver Heaviside

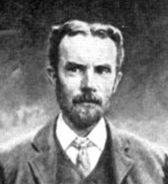
Oliver Heaviside.

L'origine de la bobine de charge se trouve dans les travaux d'Oliver Heaviside (1850-1925) sur la théorie des lignes de transmission. Heaviside (1881) a représenté la ligne comme un réseau d'éléments de circuit infiniment petits. En appliquant la technique du calcul opérationnel à l'analyse de ce réseau, il a découvert (1887) ce qui est devenu connu sous le nom de condition de Heaviside (en),. C'est la condition qui doit être remplie pour qu'une ligne de transmission soit exempte de distorsion. La condition de Heaviside est que l'impédance électrique en série, Z, doit être proportionnelle à l'admittance en dérivation, Y, à toutes les fréquences. En termes de coefficients de ligne primaire (en), la condition est la suivante :
{\displaystyle {\frac {R}{G}}={\frac {L}{C}}}
où :
{\displaystyle R} est la résistance série de la ligne par unité de longueur
{\displaystyle L} est l'auto-inductance série de la ligne par unité de longueur
{\displaystyle G} est la  conductance de fuite shunt de l'isolateur de la ligne par unité de longueur
{\displaystyle C} est la capacité shunt entre les conducteurs de la ligne par unité de longueur
Heaviside savait que cette condition n'était pas remplie dans les câbles télégraphiques utilisés à son époque. En général, un câble réel aurait la relation suivante :
{\displaystyle {\frac {R}{G}}\gg {\frac {L}{C}}}
Ceci est principalement dû à la faible valeur de la fuite à travers l'isolant du câble, qui est encore plus prononcée dans les câbles modernes qui ont de meilleurs isolants qu'à l'époque de Heaviside. Pour satisfaire à cette condition, il faut donc essayer d'augmenter {\displaystyle G} ou {\displaystyle L} ou de diminuer {\displaystyle R} ou {\displaystyle C}. Pour diminuer {\displaystyle R}, il faut des conducteurs plus gros. Le cuivre était déjà utilisé dans les câbles télégraphiques et c'est le meilleur conducteur disponible, à l'exception de l'argent ou de l'or. Diminuer {\displaystyle R} signifie utiliser plus de cuivre et un câble plus cher. Diminuer {\displaystyle C} signifie également un câble plus grand (mais pas nécessairement plus de cuivre). L'augmentation de {\displaystyle G} n'est pas du tout souhaitable ; si elle permet de réduire la distorsion, elle augmente en même temps la perte de signal. Heaviside envisagea cette possibilité, mais la rejeta, ce qui lui laissa comme stratégie d'augmenter {\displaystyle L} pour réduire la distorsion.
Heaviside a immédiatement (1887) proposé plusieurs méthodes pour augmenter l'inductance, notamment en espaçant davantage les conducteurs et en chargeant l'isolant de poussière de fer. Enfin, Heaviside proposa (1893) d'utiliser des inductances discrètes à intervalles réguliers le long de la ligne. Cependant, il ne parvint jamais à persuader le General Post Office (GPO) britannique d'adopter l'idée. Brittain attribue cela au fait que Heaviside n'a pas fourni de détails techniques sur la taille et l'espacement des bobines pour des paramètres de câble particuliers. Le caractère excentrique de Heaviside et le fait qu'il se soit démarqué de l'establishment peuvent également avoir joué un rôle dans le fait qu'ils l'aient ignoré.

### John Stone
John S. Stone a travaillé pour l'American Telephone & Telegraph Company (AT&T) et a été le premier à tenter d'appliquer les idées de Heaviside aux télécommunications réelles. L'idée de Stone (1896) était d'utiliser un câble bi-métallique fer-cuivre qu'il avait breveté. Ce câble de Stone augmenterait l'inductance de la ligne en raison de la teneur en fer et avait le potentiel de satisfaire à la condition de Heaviside. Cependant, Stone a quitté la société en 1899 et l'idée n'a jamais été mise en œuvre<. Le câble de Stone était un exemple de charge continue, un principe qui a finalement été mis en pratique sous d'autres formes, voir par exemple le câble de Krarup  ci-dessous dans cet article.

### George Campbell
George Campbell (en) était un autre ingénieur d'AT&T travaillant dans leurs installations de Boston. Campbell fut chargé de poursuivre les recherches sur le câble bimétallique de Stone, mais il l'abandonna rapidement en faveur de la bobine de charge. Il s'agissait d'une découverte indépendante : Campbell connaissait les travaux de Heaviside qui avait découvert la condition de Heaviside, mais ignorait la suggestion de Heaviside d'utiliser des bobines de charge pour permettre à une ligne de satisfaire à cette condition. Le changement de direction a été motivé par le budget limité de Campbell.
Campbell avait du mal à mettre en place une démonstration pratique sur une vraie ligne téléphonique avec le budget qui lui avait été alloué. Après avoir constaté que ses simulateurs de lignes artificielles utilisaient des composants selon un modèle fonctionnel plutôt que les quantités de composants distribués que l'on trouve dans une ligne réelle, il s'est demandé s'il ne pouvait pas insérer l'inductance avec des composants fonctionnels au lieu d'utiliser la ligne distribuée de Stone. Lorsque ses calculs montrèrent que les bouches de visite des lignes téléphoniques étaient suffisamment proches les uns des autres pour pouvoir insérer les bobines de charge sans avoir à creuser la ligne ou à poser de nouveaux câbles, il adopta ce nouveau plan. La toute première démonstration de bobines de charge sur un câble téléphonique a eu lieu sur une longueur de 46 milles (74,03 km) du câble dit de Pittsburgh (le test était en fait réalisé à Boston, le câble avait été précédemment utilisé pour des tests à Pittsburgh) le 6 septembre 1899 par Campbell lui-même et son assistant. Le premier câble téléphonique utilisant des lignes chargées mis en service pour le public a été installé entre Jamaica Plain et West Newton à Boston le 18 mai 1900.
Les travaux de Campbell sur les bobines de charge ont fourni la base théorique de ses travaux ultérieurs sur les filtres, qui se sont révélés si importants pour le multiplexage par répartition en fréquence. Les phénomènes de coupure des bobines de charge, un effet secondaire indésirable, peuvent être exploités pour produire une réponse de fréquence de filtre souhaitable,.

### Michael Pupin

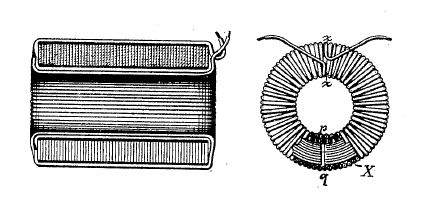
Conception de la bobine de charge par Pupin.

Michael Pupin, inventeur et serbe immigrant aux États-Unis, a également joué un rôle dans l'histoire des bobines de charge. Pupin a déposé un brevet concurrent de celui de Campbell. Ce brevet de Pupin date de 1899. Il existe un brevet antérieur (1894, filed December 1893) qui est parfois cité comme le brevet de la bobine de charge de Pupin mais qui est, en fait, quelque chose de différent. La confusion est facile à comprendre, Pupin lui-même affirme qu'il a pensé pour la première fois à l'idée des bobines de charge en escaladant une montagne en 1894, bien qu'il n'y ait rien de lui publié à cette époque.
Le brevet de Pupin de 1894 "charge" la ligne avec des condensateurs plutôt qu'avec des bobines, un schéma qui a été critiqué comme étant théoriquement défectueux et qui n'a jamais été mis en pratique. Pour ajouter à la confusion, une variante du système de condensateur proposé par Pupin comporte effectivement des bobines. Cependant, celles-ci ne sont pas destinées à compenser la ligne de quelque manière que ce soit. Elles servent simplement à rétablir la continuité du courant continu sur la ligne afin qu'elle puisse être testée à l'aide d'un équipement standard. Pupin précise que l'inductance doit être si importante qu'elle bloque tous les signaux alternatifs supérieurs à 50 Hz. Par conséquent, seul le condensateur ajoute une impédance significative à la ligne et « les bobines n'exerceront aucune influence matérielle sur les résultats notés précédemment ».

### Bataille légale
Heaviside n'a jamais breveté son idée ; en fait, il n'a tiré aucun avantage commercial de ses travaux. Malgré les différends juridiques entourant cette invention, il est incontestable que Campbell a été le premier à construire un circuit téléphonique à l'aide de bobines de charge. Il ne fait également aucun doute que Heaviside a été le premier à publier et que beaucoup contesteraient la priorité de Pupin.
AT&T a mené une bataille juridique avec Pupin à ce sujet. Pupin a été le premier à déposer un brevet, mais Campbell avait déjà effectué des démonstrations pratiques avant même que Pupin ne dépose son brevet (décembre 1899). Le retard de Campbell dans le dépôt de sa demande était dû à la lenteur des machinations internes d'AT&T.
Cependant, AT&T a bêtement supprimé de la demande de brevet proposée par Campbell tous les tableaux et graphiques détaillant la valeur exacte de l'inductance qui serait nécessaire avant le dépôt du brevet. Comme le brevet de Pupin contenait une formule (moins précise), AT&T s'exposait à des réclamations pour divulgation incomplète. Craignant que la bataille ne se termine par une déclaration de non-brevetabilité de l'invention en raison de la publication antérieure de Heaviside, elle décida de renoncer à la contestation et d'acheter une option sur le brevet de Pupin moyennant une redevance annuelle, de sorte qu'AT&T contrôlerait les deux brevets. En janvier 1901, Pupin avait reçu 200 000 dollars (équivalent à  13 millions de dollars en 2011) et en 1917, lorsque le monopole d'AT&T a pris fin et que les paiements ont cessé, il avait reçu un total de 455 000 dollars (25 millions de dollars de 2011).

### Avantages pour AT&T
L'invention a eu une valeur énorme pour AT&T. Les câbles téléphoniques pouvaient désormais être utilisés sur une distance deux fois plus grande qu'auparavant, ou bien un câble d'une qualité (et d'un coût) deux fois moindre pouvait être utilisé sur la même distance. Lorsqu'ils ont décidé d'autoriser Campbell à poursuivre la démonstration, les ingénieurs ont estimé qu'ils pourraient économiser 700 000 dollars en coûts d'installation dans les seuls États de New York et du New Jersey. On estime qu'AT&T a économisé 100 millions de dollars au cours du premier quart du 20e siècle ,. Heaviside, qui a commencé tout cela, n'a rien gagné. On lui a offert un paiement symbolique, mais il n'a pas accepté, voulant être crédité de son travail. Il fit remarquer ironiquement que si sa publication antérieure avait été admise, cela aurait "interféré ... avec le flux de dollars dans la bonne direction ...".

## Câbles sous-marins
La distorsion est un problème particulier pour les câbles de communication sous-marins, en partie parce que leur grande longueur permet à la distorsion de s'accumuler, mais aussi parce qu'ils sont plus sensibles à la distorsion que les fils ouverts sur les poteaux en raison des caractéristiques du matériau isolant. Les différentes longueurs d'onde du signal se déplacent à des vitesses différentes dans le matériau, ce qui entraîne une dispersion. C'est ce problème sur le premier câble télégraphique transatlantique qui a motivé Heaviside à étudier le problème et à trouver la solution. Les bobines de charge résolvent le problème de dispersion, et la première utilisation de celles-ci sur un câble sous-marin a été faite en 1906 par Siemens & Halske dans un câble traversant le lac de Constance.
L'utilisation de bobines de charge avec des câbles sous-marins lourds pose un certain nombre de problèmes. Le renflement des bobines de chargement ne pouvait pas facilement passer à travers l'appareil de pose des câbliers et le navire devait ralentir pendant la pose d'une bobine de chargement. Les discontinuités à l'endroit où les bobines étaient installées provoquaient des tensions dans le câble pendant la pose. Si l'on n'y prend pas garde, le câble risque de se rompre et d'être difficile à réparer. Un autre problème était que la science des matériaux de l'époque avait des difficultés à sceller la jonction entre la bobine et le câble contre la pénétration de l'eau de mer. Le chargement continu a été développé pour surmonter ces problèmes, ce qui présente également l'avantage de ne pas avoir de fréquence de coupure.

### Câble de Krarup
Un ingénieur danois, Carl Emil Krarup (en), a inventé une forme de câble à charge continue qui a résolu les problèmes des bobines à charge discrète. Le câble de Krarup comporte des fils de fer enroulés en continu autour du conducteur central en cuivre, les spires adjacentes étant en contact les unes avec les autres. En 1902, Krarup écrivit son article sur le sujet et vit l'installation du premier câble entre Helsingør (Danemark) et Elseneur (Suède).

### Câble en permalloy

"Cable de télégraphie" ou "cable de téléphonie" sous-marin enveloppé d'une bande permalloy.

Même si le câble de Krarup ajoutait une inductance à la ligne, celle-ci était insuffisante pour satisfaire la condition de Heaviside. AT&T a cherché un meilleur matériau avec une perméabilité magnétique plus élevée. En 1914, Gustav Elmen découvre le permalloy, un alliage magnétique de nickel et de fer recuit. Vers 1915, Oliver E. Buckley, Harold D. Arnold (en) et Elmen, tous travaillant aux Laboratoires Bell, améliorent considérablement les vitesses de transmission en suggérant une méthode de construction de câbles de communication sous-marins utilisant un ruban de permalloy enroulé autour des conducteurs en cuivre.
Le câble a été testé aux Bermudes en 1923. Le premier câble en permalloy mis en service reliait New York et Horta (Açores) en septembre 1924. Le câble en permalloy a permis d'augmenter la vitesse de signalisation sur les câbles télégraphiques sous-marins à 400 mots/min à une époque où 40 mots/min était considéré comme bon. Le premier câble transatlantique n'a atteint que deux mots/min.

### Câble métallique en mu-métal
Le mu-métal a des propriétés magnétiques similaires à celles du permalloy, mais l'ajout de cuivre à l'alliage augmente la ductilité et permet au métal d'être étiré en fil. Le câble en mu-métal est plus facile à construire que le câble en permalliage, le mu-métal étant enroulé autour du conducteur central en cuivre de la même manière que le fil de fer dans le câble de Krarup. Un autre avantage du câble en mu-métal est que sa construction se prête à un profil de charge variable, la charge s'amenuisant vers les extrémités.
Le mu-métal a été inventé en 1923 par la Telegraph Construction and Maintenance Company (en), Londres, qui a fabriqué le câble, dans un premier temps, pour la Western Union Telegraph Co. La Western Union était en concurrence avec AT&T et la Western Electric Company qui utilisaient le permalloy. Le brevet pour le permalloy était détenu par Western Electric, ce qui empêchait Western Union de l'utiliser.

### Chargement par lots
Le chargement continu des câbles est coûteux et n'est donc effectué qu'en cas d'absolue nécessité. La charge groupée avec des bobines est moins chère mais présente les inconvénients d'une étanchéité difficile et d'une fréquence de coupure définie. Une solution de compromis est le patch loading, qui consiste à charger le câble en continu par sections répétées. Les sections intermédiaires ne sont pas chargées.

### Pratique actuelle
Le câble chargé n'est plus une technologie utile pour les câbles de communication sous-marins, ayant d'abord été supplanté par le câble coaxial utilisant des répéteurs en ligne alimentés électriquement, puis par le câble à fibre optique. La fabrication de câbles chargés a décliné dans les années 1930 et a été supplantée par d'autres technologies après la Seconde Guerre mondiale. On trouve encore aujourd'hui des bobines de charge dans certaines lignes téléphoniques terrestres, mais les nouvelles installations utilisent une technologie plus moderne.